# ポートランド公立学校
ポートランド公立学校区（En:Portland Public Schools (Oregon)、PPS）は、米国オレゴン州ポートランドにある公立学校区です。
オレゴン州で最大の学区です。
49,000人以上の学生が在籍するPK-12地区です。
地区内で維持されている79の学校やその他のサイトを含む100以上の場所で構成されています。